# Tétéma à poitrine rousse
Formicarius rufipectus
Ne doit pas être confondu avec Tétéma à queue rousse ou Tétéma à front roux.
Espèce
Statut de conservation UICN

 LC  : Préoccupation mineure
Le Tétéma à poitrine rousse (Formicarius rufipectus), Fourmilier roussâtre ou Tétéma roux, est une espèce de passereau de la famille des Formicariidae.

## Sous-espèces
Selon la classification de référence du Congrès ornithologique international (15.1, 2025) cet oiseau est représenté par quatre sous-espèces :
- F. r. rufipectus Salvin, 1866 — cordillère de Talamanca et région du Darién ;
- F. r. carrikeri Chapman, 1912 — Andes centrales et occidentales de Colombie et de l'ouest de l'Équateur ;
- F. r. lasallei Aveledo & Gines, 1952 — serranía de Perijá et sud-ouest de l'État de Táchira ;
- F. r. thoracicus Taczanowski & Berlepsch, 1885 — Ande orientales du Pérou.